# Bryum lineare
Bryum lineare là một loài rêu trong họ Bryaceae. Loài này được Dicks. ex With. mô tả khoa học đầu tiên năm 1801.